# Ђерђ Сич
Ђерђ Сич (мађ. Szűcs György; Сомбатхељ, 23. април 1912 — Будимпешта, 10. децембар 1991) био је мађарски фудбалер који је играо за Ујпешт, као и мађарску фудбалску репрезентацију на Светском првенству 1934. и 1938. године. Такође је тренирао Сегедин, Шалготарјан, Татабању.